# Estat yrast
Yrast (Pronunciat /ˈɪræst/) és un terme tècnic emprat en física nuclear per a referir-se a l'estat d'un nucli atòmic amb un mínim d'energia per a un moment angular donat. El mot Yr és un adjectiu suec que comparteix la mateixa arrel que l'anglès whirl (remolí). Yrast és el superlatiu de yr i es pot traduir com més arremolinat, encara que literalment significa "més marejat" o "més desconcertat". Els nivells d'yrast són importants per tal d'entendre reaccions nuclears, com ara les col·lisions d'ions pesants que donen lloc a estats d'alt moment angular.
Yrare és el comparatiu de yr i s'utilitza per a referir-se al segon estat menys energètic per a un moment angular donat.

## Descripció
Un nucli inestable pot decaure de diverses maneres diferents: pot emetre un neutró, un protó, una partícula alfa o un altre fragment nuclear; pot emetre un raig gamma; pot patir una desintegració beta. A causa de les forces relatives de les interaccions fonamentals associades amb aquestes desintegracions (la interacció forta, l'electromagnetisme i la interacció feble, respectivament), aquests processos solen produir-se amb freqüències que segueixen aquest ordre. Teòricament, un nucli té una probabilitat molt petita d'emetre un raig gamma de més de 8 MeV (energia mitjana d'enllaç nuclear) en comparació amb l'emissió d'un neutró, i la desintegració beta rarament es produeix a menys que les dues altres vies siguin altament improbables.
En alguns casos, però, les prediccions basades en aquest model subestimen la quantitat total d'energia alliberada en forma de raigs gamma; és a dir, els nuclis semblen tenir energia més que suficient per expulsar neutrons, però en canvi es desintegren per emissió gamma. Aquesta discrepància és deguda a l'energia de moment angular nuclear i l'anàlisi i càlcul dels nivells de yrast per a un sistema determinat es poden utilitzar per a estudiar aquesta situació.
L'energia emmagatzemada en el moment angular d'un nucli atòmic també pot ser responsable de l'emissió de partícules més pesants de l'esperat, com ara partícules alfa en comparació amb nucleons individuals, perquè poden endur-se el moment angular amb més eficiència. Tanmateix, aquesta no és l'única raó per la qual les partícules alfa s'emeten preferentment; una altra raó és simplement que les partícules alfa (nuclis He-4) són energèticament molt estables per si mateixes.

## Isòmers yrast
De vegades hi ha una gran separació entre dos estats yrast. Per exemple, el nucli 95Pd té un estat 21/2 que es troba per sota dels estats 19/2, 17/2 i 15/2 més baixos. Aquest estat no té prou energia per a seguir una desintegració forta i, a causa de la gran diferència d'spin, la desintegració gamma de l'estat 21/2 a l'estat 13/2 inferior és molt poc probable. L'opció de desintegració més probable és la desintegració beta, que forma un isòmer amb una vida mitjana inusualment llarga de 14 segons.
Un exemple excepcional és l'estat J=9 del tàntal-180, que és un estat yrast molt baix a només 77 keV per sobre de l'estat fonamental. L'estat fonamental té J=1, que és una separació massa gran perquè es produeixi la desintegració gamma. La desintegració alfa i beta també són suprimides, amb tanta força que l'isòmer resultant, el tàntal-180m, és efectivament estable i mai s'ha observat que decaigui. El tàntal-180m és l'únic isòmer yrast conegut actualment que és estable.
Alguns isòtops superpesants (com el copernici-285) tenen isòmers de vida més llarga amb vides mitjanes de l'ordre de minuts. Aquests poden ser yrasts, però el moment angular i l'energia exactes sovint són difícils de determinar per a aquests núclids.